# Jardim Botânico de São Paulo
O Jardim Botânico de São Paulo foi fundado em 1928 a partir de um convite feito ao naturalista brasileiro Frederico Carlos Hoehne, para que implantasse um projeto de botânica na região da Água Funda, na cidade de São Paulo. Antes disso a região servia para abastecimento de água do Ipiranga (bairro da cidade de São Paulo). Nesse mesmo ano foi criado por Frederico o Orquidário de São Paulo, considerado o marco inicial do jardim. Porém, foi apenas em 1938, com a criação do Departamento de Botânica de São Paulo, que o espaço foi definidamente oficializado.
O local tem o objetivo de mostrar o quanto a natureza é importante, e enfatizar cada vez mais o cuidado que se deve ter com a biodiversidade, a partir desse intuito ele abriga inúmeros seres vivos, como por exemplo árvores que estão em risco de extinção e 139 espécies de aves. Atualmente, o local possui cerca de 360 mil metros quadrados, espaço que abriga 380 espécies diferentes de árvores e animais como os tucanos-de-bico-verde, preguiças e bugios.
Em 2021, o parque foi concedido à iniciativa privada para gestão pelos próximos 30 anos, juntamente com o Zoológico de São Paulo e o Zoo Safari, depois de o Consórcio Reserva Paulista vencer o processo licitatório. O direito de concessão inclui atividades como manejo, manutenção e melhorias na infraestrutura, exploração econômica, educação ambiental e apoio à pesquisa. Após ter ficado fechado devido à pandemia de Covid-19, o parque, já sob gestão privada, foi reaberto em 2022 e o valor de entrada teve um aumento de 150%.

## História
A história do Jardim Botânico de São Paulo remonta ao final do século XVIII, com a criação do primeiro Jardim Botânico do estado, implantado no bairro da Luz, na capital paulista, por ordem do aviso régio de 19 de novembro de 1798, expedido por D. João VI. A construção foi iniciada em 1799 e concluída em 1825, com o objetivo de aclimatar plantas de valor econômico e especiarias, sem, contudo, alcançar tais metas, resultando em sua transformação em espaço de lazer sem coleções botânicas relevantes. A segunda tentativa de estabelecer um jardim botânico na cidade foi liderada em 1898 pelo botânico Alberto Löefgren, integrante da Comissão Geográfica e Geológica de São Paulo, que fundou o Horto Botânico da Cantareira na Serra da Cantareira, notável por sua organização e estudos sobre a vegetação, mas cujo destino também foi alterado para um horto florestal em função de interesses econômicos. 
A iniciativa definitiva ocorreu em 1928, sob a liderança do então Secretário da Agricultura, Indústria e Comércio do Estado, Dr. Fernando Costa, que designou uma área na região das nascentes do Riacho do Ipiranga, local de relevante importância histórica e ambiental, para a criação do atual Jardim Botânico de São Paulo. A concepção do projeto foi confiada ao naturalista Frederico Carlos Hoehne, que idealizou o Jardim como espaço de valorização da flora regional. Entre suas primeiras ações, destacou-se a implantação do Orquidário do Estado, aberto à visitação em 1929. O Jardim Botânico foi oficializado em 1938, sendo vinculado ao Departamento de Botânica do Estado. Hoehne defendeu desde o início a função educativa dos jardins botânicos, antecipando conceitos de educação ambiental, e promoveu ações como o Curso de Botânica Prática em 1939, voltado a funcionários do Jardim, e a criação do Museu Botânico “Dr. João Barbosa Rodrigues” em 1942, voltado ao público estudantil. Ao longo de mais de oito décadas, o Jardim Botânico de São Paulo tem cumprido suas funções originais por meio da manutenção de coleções botânicas, pesquisas voltadas à conservação da flora e atividades educativas, tendo passado por reformas estruturais que incluem a canalização do córrego local e o enriquecimento de sua flora com espécies nativas da Mata Atlântica, consolidando-se como espaço de relevante valor histórico, científico, educativo e turístico.

## Características

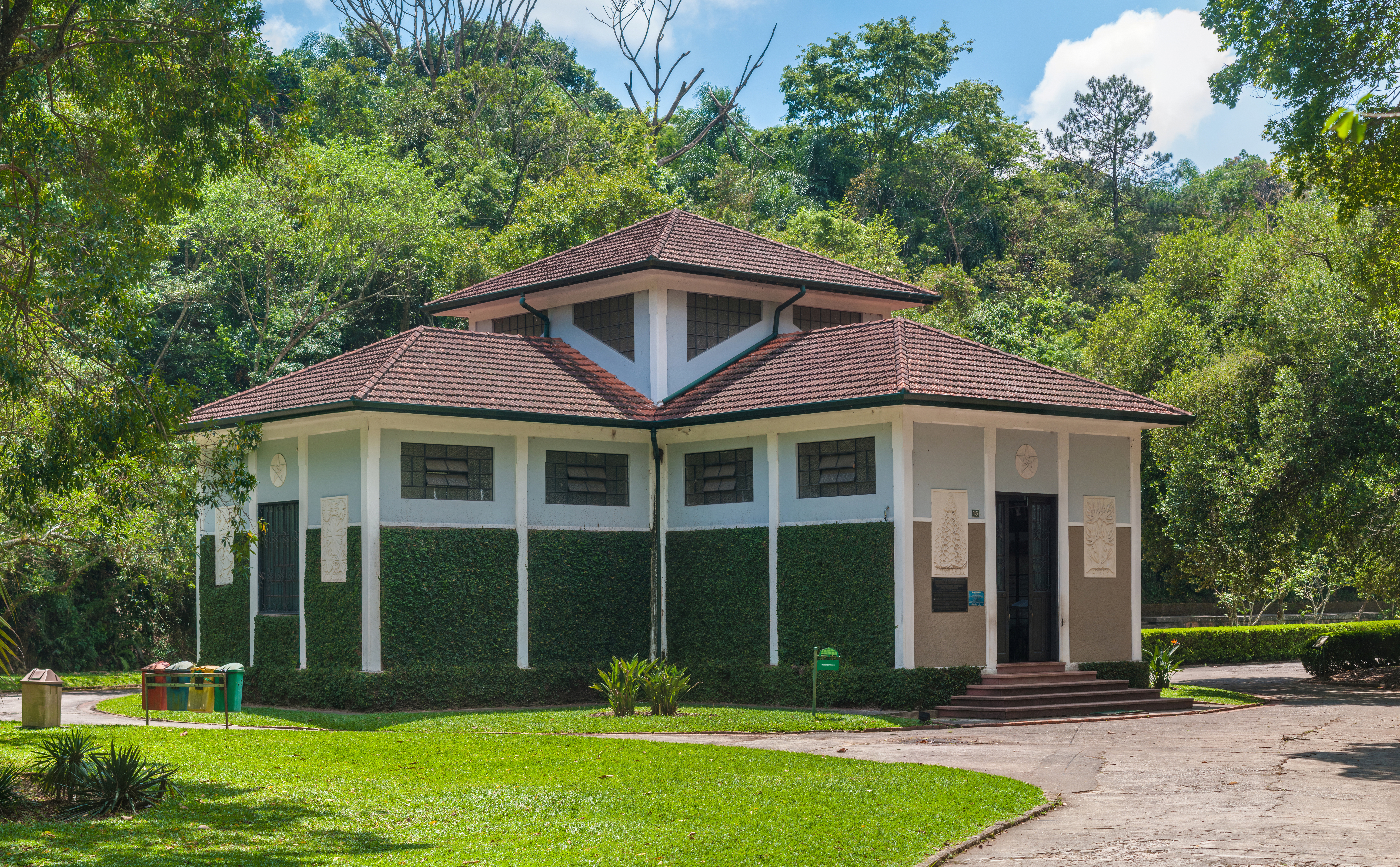
Museu Botânico Dr. João Barbosa Rodrigues

No Jardim, encontram-se também o Instituto de Botânica e o Museu Botânico de São Paulo, e o parque está também geograficamente implantado no Parque Estadual das Fontes do Ipiranga, popularmente conhecido como Parque do Estado. O Instituto dispõe de uma biblioteca com cerca de 6.400 livros, inúmeras obras do século XX e um dos maiores acervos botânicos que existem no estado de São Paulo. Já no Museu Botânico é possível encontrar inúmeras amostras de plantas da flora brasileira, uma coleção de produtos extraídos de plantas (como fibras, óleos, madeiras e sementes), além de quadros e fotos representativos dos diversos ecossistemas do Estado. 
No conjunto de atrações do Jardim Botânico de São Paulo destacam-se além do Instituto e do Museu, a Alameda Fernando Costa, o Córrego Pirarungáua, as Escadarias/Jardim de Lineu - inspirados no Jardim Botânico de Upsália, na Suécia - duas estufas consideradas marcas históricas do Jardim Botânico (uma alojando plantas típicas da Mata Atlântica e a outra destinada a exposições temporárias), o Lago das Ninféias, o Jardim dos Sentidos, a Trilha da Nascente do Riacho do Ipiranga e o Portão Histórico de 1894.